# Kudüm
Le kudüm (prononcé en turc : [kud̪ym]) est un instrument de percussion de type membranophone utilisé dans la musique turque.

## Caractéristiques
Le kudüm se compose de quatre éléments :
- La caisse en cuivre (bakır gövde)
- La peau en cuir de chameau (deve derisi)
- Les coussins (simitler)
- Les baguettes en bois (zahmeler)

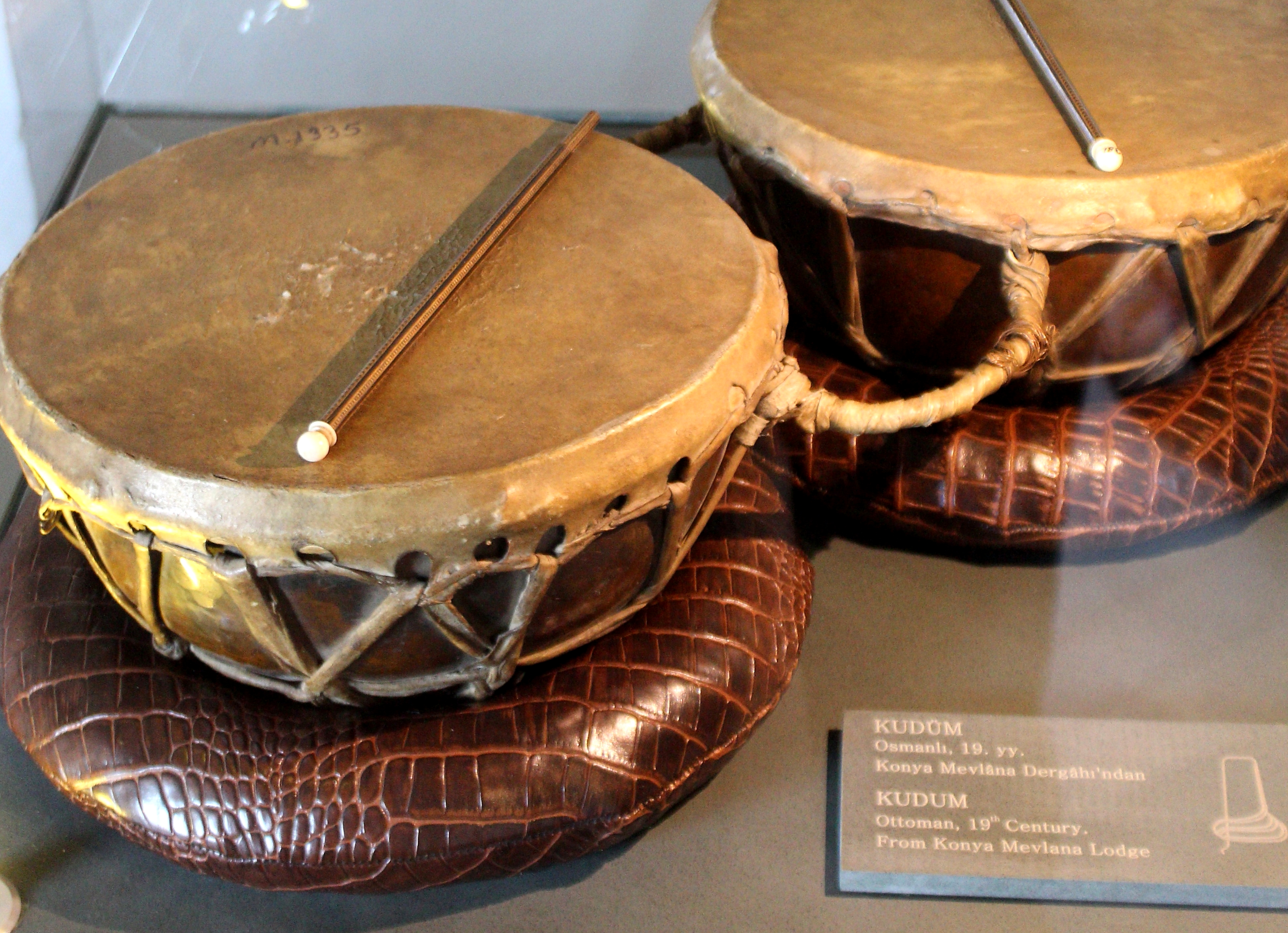
Paire de kudüm du XIXe siècle.
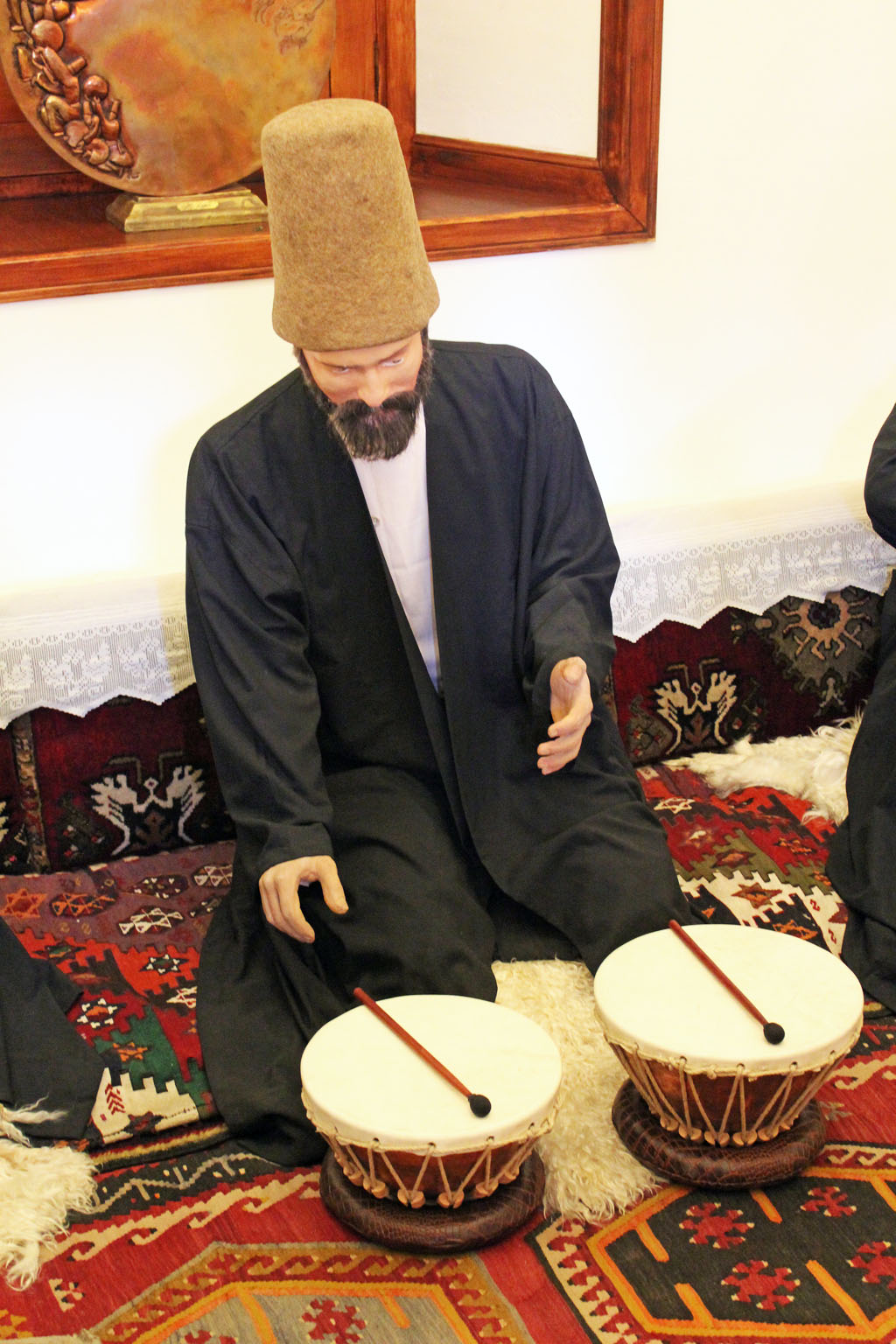
Derviche joueur de kudüm.

## Types
Il existe deux types de kudüm, catégorisés selon la différence de son et les caractéristiques physiques, qui se jouent ensemble :
- Le « tek », placé à gauche, qui donne un son aigu ; la peau est plus fine.
- Le « düm », placé à droite, qui donne un son grave ; la peau est plus épaisse.

## Utilisation
Il est utilisé dans la musique ottomane et les cérémonies religieuses de l'ordre Mevlevi.